# A Will
《A WILL》是由日本樂團月之海所發行的第8張錄音專輯，2013年12月發行。
本專輯為月之海在2010年宣布復出之後製作的首張專輯作品，由環球音樂發行。

## 曲目
全作詞･作曲･編曲:LUNA SEA
1. Anthem of Light
原曲：J
2. Rouge
原曲：SUGIZO。收錄於2012年12月發行的雙主打單曲〈The End of the Dream/Rouge〉。
3. The End of the Dream
原曲：J
收錄於2012年12月發行的雙主打單曲。
4. MARIA
原曲：INORAN
最初於2010年之REBOOT東京演唱會中發表。
5. Glowing
原曲：J
6. 乱
原曲：SUGIZO
專輯版本包括單曲未收錄之前奏部分；並作為2013年日劇《都市傳說之女》第二部之片頭曲。
7. absorb
原曲：INORAN
8. Metaphorphosis
原曲：SUGIZO
9. 銀色之月
原曲：SUGIZO
最初於2010年之REBOOT東京演唱會中所發表；原曲名為「Days of Repetition」。
10. Thoughts
原曲：INORAN
2013年發行之第17張單曲作品。
11. Grace
原曲：J